# Фань Чжии
Фань Чжии (кит. 范志毅) (род. 22 января 1970 в Шанхае, Китай) — китайский футболист, защитник. Участник чемпионата мира 2002 года. Единственный представитель Китая в номинации АФК Футболист года в Азии (2001).
По опросу МФФИИС занимает 16 место среди лучших футболистов Азии XX века. Был очень популярен в своей стране. Даже носил в нескольких матчах повязку капитана национальной команды, сыграл за сборную 109 матчей.
Прежде чем стать центральным защитником, был нападающим и полузащитником в «Шанхай Шэньхуа», даже стал лучшим бомбардиром лиги в 1995-м году. В сезоне 1998—1999 уехал в «Кристал Пэлас», клуб первого английского дивизиона, он вместе с Сунь Чжихаем стал первым китайцем в английской лиге. Он стал основным защитником «Кристала» и капитаном команды, а в сезоне 2001 года был признан лучшим игроком клуба, но слишком частые отлучки для игры за сборную привели к продаже Чжии в «Данди» за 350 000 £, в составе которого он в одном из матчей забил «Селтику».
В 2002 году он был арендован клубом «Шэньси Чаньба». После он попытался устроиться в клуб «Джиллингем», но перешёл в «Кардифф Сити».
В 2003 году он возвращается в «Гонконг», став играющим тренером клуба, но проработал всего несколько месяцев. В 2006 году завершил игровую карьеру.
Фань часто заявлял, что хотел бы заняться менеджментом, и во время своей игровой карьеры был помощником тренера в командах «Гонконг Рейнджерс» и «Шанхай Юнайтед».
После завершения игровой карьеры он стал техническим директором и помощником тренера в команде второй лиги Китая «Сучжоу Трипс».
В 2010 году Фань стал менеджером команды «Шанхай Порт», выступающей в первой лиге Китая, но был уволен в конце сезона 2010 года.

## Достижения

### Клубные
Шанхай Шэньхуа
- Чемпион Китая: 1995
- Обладатель Суперкубка Китая по футболу: 1995
- Обладатель Кубка Китая: 1998

### Индивидуальные
- Футболист года в Азии: 2001
- Лучший футболист года в Китае: 2001
- Обладатель «Золотого мяча» КФА: 1995, 1996
- Обладатель «Золотой бутсы» КФА: 1995